# Monthurel
Monthurel település Franciaországban, Aisne megyében. Lakosainak száma 137 fő (2022. január 1.). Monthurel Celles-lès-Condé, Condé-en-Brie, Connigis, Reuilly-Sauvigny, Saint-Eugène és Vallées en Champagne községekkel határos.

## Népesség
A település népességének változása:
| Lakosok száma | 96   | 122  | 117  | 158  | 147  | 154  | 151  | 151  | 146  | 137  |
|               | 1968 | 1982 | 1990 | 2006 | 2011 | 2016 | 2017 | 2019 | 2020 | 2022 |